# Tillandsia albida
Espèce
Tillandsia albida  est une espèce de plantes de la famille des Bromeliaceae, endémique du Mexique. L'épithète albida signifie « blanchâtre » en référence au coloris des fleurs, comme le protologue le précise.

## Protologue et type nomenclatural
Tillandsia albida Mez & Purpus ex Mez, in Repert. Spec. Nov. Regni Veg. 14: 248 (1916)
Diagnose originale  :
« Manifeste caulescens; foliis utrinque densissime albo-lepidotis, satis abbreviatis; inflorescentia centrali, simplicissima, pinnata; bracteis inferioribus saltem dorso appresse lepidotis, vix venosis, nec imbricatis nec axin obtegentibus, quam sepala permulto brevioribus; floribus erectis, virenti-albidis; sepalis subaequaliter liberis, apice rotundatis; petalis tubulose erectis, quam genitalia manifeste brevioribus. »
Type : 
- leg. C.A.Purpus, n° 34 ; « Mexico, prope Ixmiquilpan » ; Holotypus B (B 10 0144792)

## Distribution et habitat

### Distribution
L'espèce est endémique du Mexique et se rencontre dans une aire limitée à un ou deux canyons de la région d'Hidalgo.

### Habitat
L'espèce se rencontre dans des canyons arides d'altitude entre 1 300 et 1 500 mètres d'altitude,.

## Description
De taille assez variable, Tillandsia albida est une plante vivace herbacée, caulescente rameuse, à phyllotaxie hélicoïdale, épiphyte sur les cactées,, (Cephalocereus senilis) ou rupicole, ou terrestre sur sol sableux ou rocailleux. Elle présente un port rameux, des tiges très ramifiées. Les feuilles sont effilées, en gouttière, très écailleuses gris-clair aux deux faces. La fleur présente une corolle tubuleuse, blanche ou blanc-verdâtre, les étamines et pistil dépassant la corolle.

## Comportement en culture
Tillandsia albida se cultive sans substrat comme les autres Tillandsia « aériennes ».
Sa culture est facile, à exposition ensoleillée,, et elle peut supporter des gels légers.